# جنی باسارد-بیو

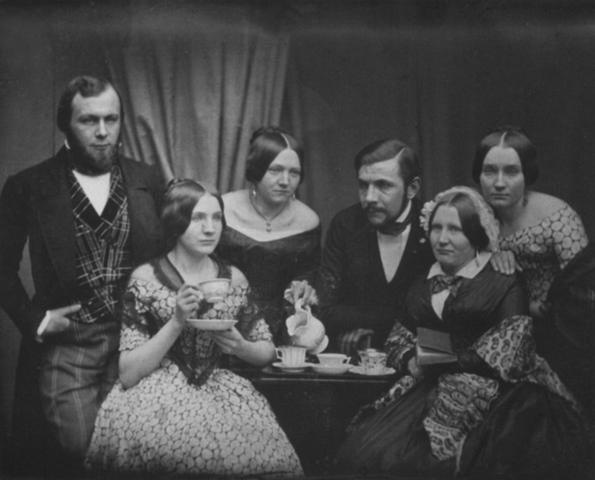
عکس خانوادگی گرفته شده توسط جنی باسارد-بیو

جنی باسارد-بیو (۱۸۱۳ - پس از ۱۸۵۸) یک عکاس زن آلمانی بود، احتمالاً اولین زنی در آلمان که با شیوه داگرئوتایپ کار کرده‌است. او خواهر عکاس هرمان بیو بود که در سال ۱۸۴۱ استودیویی در منطقه آلتونا هامبورگ تأسیس کرده بود. هنگامی که در سال ۱۸۴۸ به درسدن نقل مکان کرد، بوسارد-بیو به اداره استودیوی هامبورگ ادامه داد.